# Daniel Swarovski II
Daniel Swarovski II (* 13. Februar 1914 in Wattens; † 23. Juni 1992 ebenda) war ein österreichischer Unternehmer, Autor und Vizepräsident des Österreichischen Roten Kreuzes.

## Leben
Daniel II war der Enkel von Daniel Swarovski, Gründer des Unternehmens D. Swarovski. Sein Vater war Fritz Swarovski, einer der drei Söhne von Daniel I. 1935 trat Daniel Swarovski II in das Unternehmen ein und wurde 1946 zum geschäftsführenden Gesellschafter ernannt.
Daniel Swarovski II war die Führungsperson der dritten Generation, die sich aus Manfred Swarovski, Schwemberger Swarovski, Wilhelmine Schiestl und Gertrude Langes zusammensetzte. Während dieser Zeit entwickelte sich das Unternehmen Swarovski zum weltweit größten Erzeuger von Glassteinen und Kristallglas. Als Buchautor betätigte sich Daniel II auch bei der von ihm unterstützten Gralsbewegung des Schriftstellers Oskar Ernst Bernhardt alias Abd-ru-shin.
Daniel II baute ein freiwilliges Sozialwesen des Unternehmens Swarovski auf. Er startete ein umfangreiches Siedlungsprogramm mit Werkswohnungen für die Arbeiter des Unternehmens. Seiner Philosophie folgend wollte er jedem Mitarbeiter ein eigenes Haus sowie einen eigenen Garten ermöglichen. Das Unternehmen erwarb ein 153.022 Quadratmeter großes Grundstück in der Gemeinde Mils bei Hall in Tirol, die es zu Einheiten von 1000 m² seinen Mitarbeitern günstig zum Bebauen zur Verfügung stellte. So entstand eine Wohnsiedlung mit dem Charakter eines vornehmen Villenviertels. Swarovski ermöglichte seinen Beschäftigten zudem Zugang zu günstigen Darlehen.
Daniel Swarovski II war Vizepräsident des Österreichischen Roten Kreuzes, Kommerzialrat, Ehrensenator der Leopold-Franzens-Universität Innsbruck und Ehrenmitglied der Österreichisch-Amerikanischen Handelskammer in New York.
Daniel Swarovski II war verheiratet mit Maria (geb. Hupfau, 1919–2014).

## Werke
- Jenseits der fünf Sinne, Verlag der Stiftung Gralsbotschaft, Stuttgart, 1991, ISBN 978-3-87860-192-0
- Sexualität und Verantwortung, Verlag der Stiftung Gralsbotschaft, Stuttgart,  1991, ISBN 978-3-87860-201-9
- Materialismus der große Verführer, zeitgemäße Überlegungen, Folge 5, Sieben Quellen Verlag, 1982
- Wohnen im Grünen. Ein Modell für ein familiengerechtes Wohnen, Tyrolia Verlag, 1988,  ISBN 978-3-7022-1665-8
- Warum so viel Aufhebens um die Gralsbotschaft Abd-ru-shins und um die Grals-Siedlung Vomperberg?, Stuttgart 1955
- Die Zeit ist reif
- Ein Denkmal für Daniel Swarovski, 1961
- Wie ich zur Erkenntnis kam, daß Abd-ru-shin (Oskar Ernst Bernhardt) der Menschensohn ist, 1975